# Chauffage à biomasse

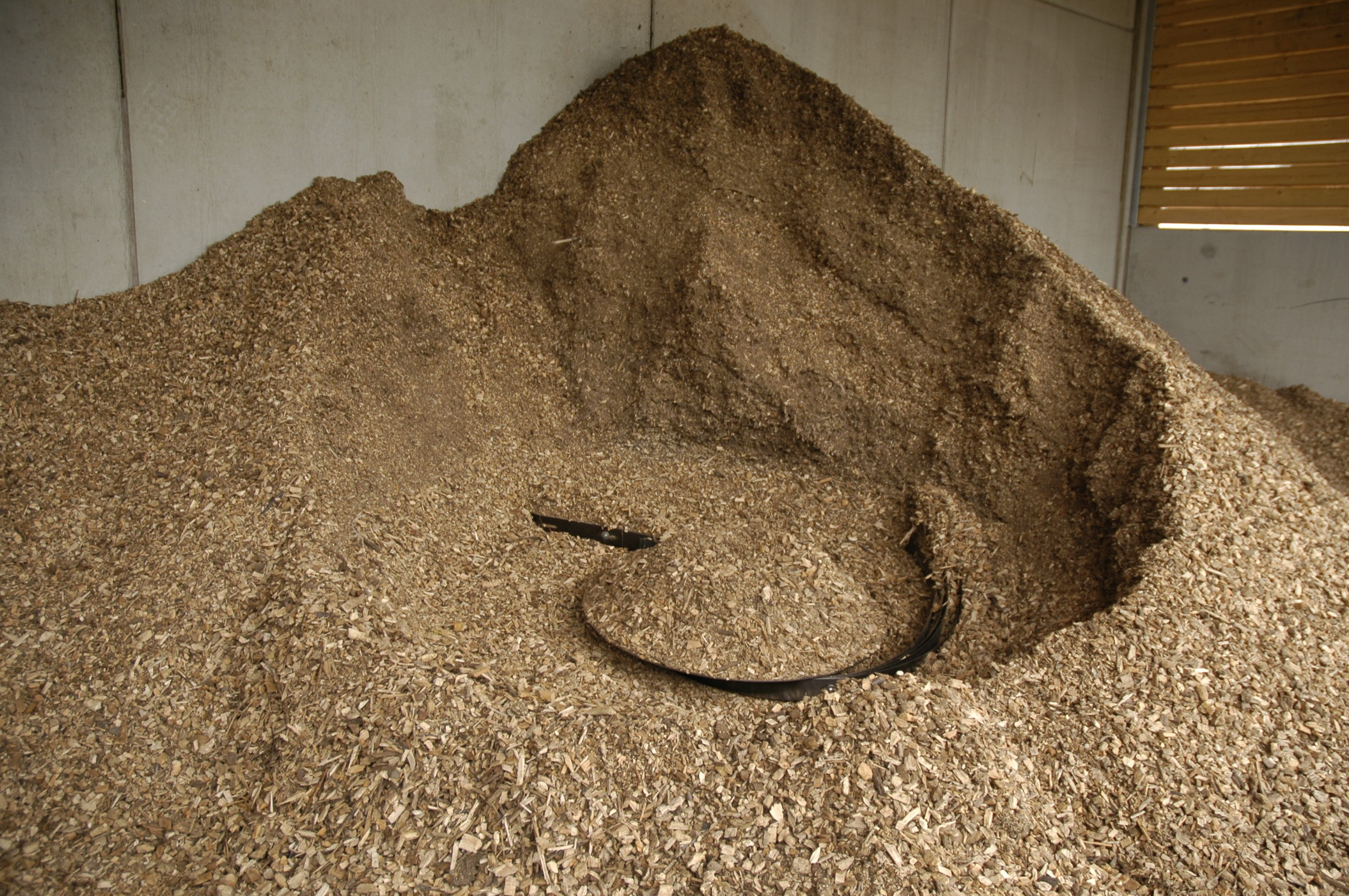
Copeaux de bois dans une trémie de stockage, au milieu un agitateur pour transporter le matériau avec un convoyeur à vis vers la chaudière

Les systèmes de chauffage à biomasse ou chaudières biomasse génèrent de la chaleur à partir de la biomasse. Ils sont de plusieurs types :
- combustion directe,
- gazéification,
- production combinée de chaleur et d'électricité (CHP),
- digestion anaérobie,
- digestion aérobie.

## Avantages du chauffage à biomasse
L'utilité des chauffages à biomasse parmi les systèmes de chauffage est probante car ils utilisent des résidus et déchets agricoles, forestiers, urbains et industriels pour produire de la chaleur et/ou de l'électricité avec moins d'impact sur l'environnement que les combustibles fossiles,. Ce type de production d'énergie a un effet à long terme limité sur l'environnement car le carbone de la biomasse fait partie du cycle naturel du carbone ; tandis que le carbone des combustibles fossiles s'ajoute à l'environnement lorsqu'il est brûlé pour le carburant et produit une « empreinte carbone ». Historiquement, avant l'utilisation des combustibles fossiles en quantités importantes, la biomasse assurait l'essentiel du chauffage de l'humanité sous forme de bois de chauffage. Les recherches s'intéressent à de nouvelles sources potentielles de chauffage à biomasse comme l'hydrolyse et la monomérisation de la cellulose en tant que source de chaleur entraînant une faible émission de gaz à effet de serre.
Rendement économique des forêts
Étant donné que la biomasse forestière est généralement dérivée de bois ayant une valeur commerciale inférieure, la biomasse forestière est généralement récoltée en tant que sous-produit. Le chauffage à biomasse ouvre des marchés pour le bois sous-classé, ce qui permet une gestion forestière plus rentable. En Nouvelle-Angleterre depuis 2017, l'une des plus grandes menaces pour la santé des forêts est l'artificialisation c'est-à-dire la conversion des forêts en zones agricoles et ou bâties. Les scientifiques de Harvard Forest ont rapporté en 2017 que 26,30 hectares (65 acres) de forêt par jour disparaissaient en raison de l'artificialisation. En fournissant des marchés pour le bois de qualité inférieure, la valeur des forêts est rehaussée, ce qui rend moins probable la conversion à l'habitation ou à l'agriculture.

## Inconvénients du chauffage à biomasse
À grande échelle, la production de la biomasse agricole enlève des terres agricoles à la production alimentaire, réduit la capacité de séquestration du carbone des forêts qui ne sont pas gérées de manière durable et appauvrit les sols en brûlant les nutriments du sol. La combustion de la biomasse pollue l'atmosphère en émettant des quantités importantes de dioxyde de carbone gazeux qui peuvent ne pas être restituées au sol avant plusieurs décennies. Le délai entre le moment où la biomasse est brûlée et le moment où le carbone en provenant est de nouveau capté lors de la croissance d'un arbre ou d'autres plantes ou est connu sous le nom de dette carbone, qui est un concept qui fait encore débat. Les impacts réels sur le carbone dépendent du procédé, de l'échelle de récolte, du type de terrain, du type de biomasse (herbe, maïs, bois neuf, déchets de bois, algues, par exemple), du type de sol et d'autres facteurs.
La biomasse comme combustible produit une pollution de l'air sous forme de monoxyde de carbone, d'oxydes d'azote (NOx), de composés organiques volatils (COV), de particules et d'autres polluants, dans certains cas à des niveaux supérieurs à ceux des sources de combustible traditionnelles telles que le charbon ou le gaz naturel,. Le noir de carbone, un polluant créé par la combustion incomplète des combustibles fossiles, des biocarburants et de la biomasse, est peut-être le deuxième contributeur le plus important au réchauffement climatique,. Une étude suédoise de 2009 sur le smog géant qui couvre périodiquement de vastes zones en Asie du Sud a déterminé qu'il avait été principalement produite par la combustion de biomasse et, dans une moindre mesure, par celle de combustibles fossiles. Les chercheurs ont mesuré une concentration importante de carbone 14 (14C), associée à la vie végétale récente plutôt qu'aux combustibles fossiles. Les appareils modernes de combustion de la biomasse réduisent considérablement les émissions nocives grâce à une technologie de pointe telle que les systèmes de compensation d'oxygène.
Lors de la combustion, le carbone de la biomasse est rejeté dans l'atmosphère sous forme CO2. La quantité de carbone contenue dans le bois sec est d'environ 50 % en poids. Lorsqu'elles proviennent de sources agricoles, les matières végétales utilisées comme combustible peuvent être remplacées par des plantations pour une nouvelle croissance. Pour la biomasse forestière, le temps nécessaire pour récupérer le carbone stocké est généralement plus long et la capacité de stockage de carbone de la forêt peut être globalement réduite si des techniques forestières destructrices sont employées,,,.
Au début des années 1990, le consensus scientifique se faisait autour du postulat de la neutralité carbone de la biomasse forestière, ce qui a été infirmé par les données scientifiques plus récentes qui accréditent le fait que les forêts anciennes et intactes séquestrent le carbone plus efficacement que les zones déboisées. Lorsque le carbone d'un arbre est libéré dans l'atmosphère en une seule fois, il contribue bien plus au changement climatique que le bois forestier qui pourrit lentement au fil des décennies. Certaines études précisent que « même après 50 ans, la forêt n'a pas récupéré son stockage de carbone initial » et « la stratégie optimale est susceptible d'être la protection de la forêt sur pied ». D'autres résultats de recherche aboutissent à l'assertion que le stockage du carbone dépend de la forêt en question et de l'utilisation de la biomasse récoltée. Les forêts sont souvent gérées pour permettre un prélèvement d'arbres d'âge multiple avec des coupes plus fréquentes et plus restreintes d'arbres matures. Ces forêts interagissent différemment avec le carbone que les forêts matures coupées à blanc. De plus, plus la conversion du bois en énergie est efficace, moins on utilise de bois et plus le cycle du carbone sera court.

## Le chauffage à biomasse dans le monde

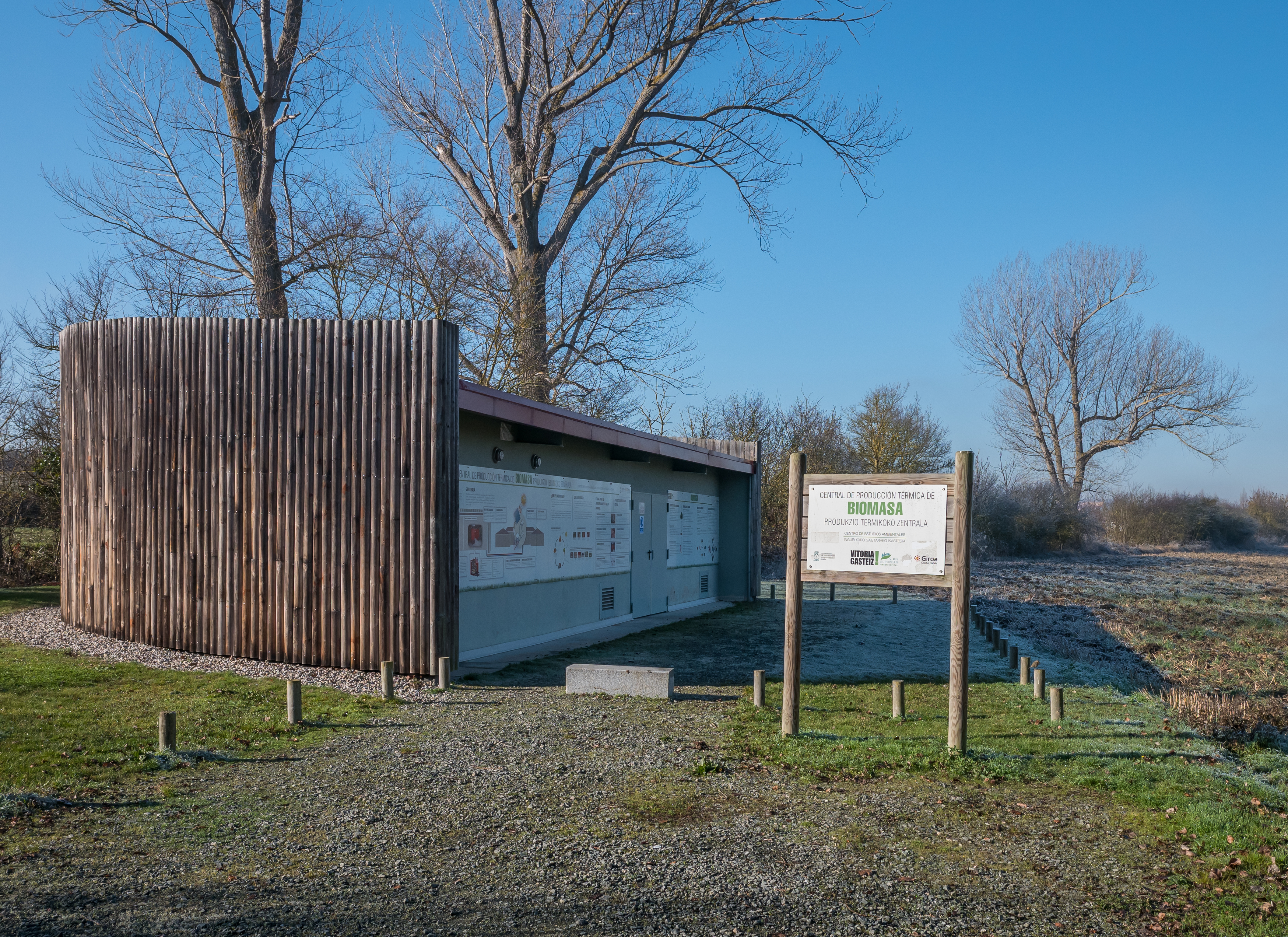
Système de chauffage à la biomasse pour un complexe immobilier au Pays basque espagnol

L'augmentation du prix du pétrole depuis 2003 et par voie de conséquence des prix du gaz naturel et du charbon a rendu la biomasse plus précieuse. Les rendements forestiers, les déchets agricoles et les cultures destinées spécifiquement à la production d'énergie deviennent compétitifs à mesure que les prix des combustibles fossiles à forte densité énergétique augmentent. Les efforts pour développer ce potentiel peuvent avoir pour effet de régénérer des terres cultivées mal gérées et être un rouage dans le système d'une industrie décentralisée et multidimensionnelle des énergies renouvelables. Les efforts visant à promouvoir et à faire progresser ces méthodes sont devenus courants dans toute l'Union européenne au cours des années 2000. Ailleurs, en l'absence de moyens ou de réglementations, les dispositifs défaillants, inefficaces et polluants de produire de la chaleur à partir de la biomasse, aggravés par de mauvaises pratiques forestières, ont considérablement dégradé de l'environnement.

## Réservoirs tampons
Les réservoirs tampons collectent l'eau chaude que l'installation produit et l'injecte dans les circuits de chauffage. Parfois appelés « réservoirs thermiques », ils sont essentiels au fonctionnement efficace de toutes les chaudières à biomasse lorsque la charge (la demande) fluctue rapidement ou que le volume d'eau dans le système hydraulique complet est restreint. L'utilisation d'un réservoir tampon de taille appropriée permet d'éviter les cycles rapides de la chaudière lorsque le volume de la cuve est inférieur à la puissance minimale de la chaudière. Les cycles rapides de la chaudière entraînent une forte augmentation des émissions nocives, à savoir le monoxyde de carbone, la poussière et les NOx, et affecte considérablement le rendement de la chaudière tout en en augmentant la consommation électrique. D'un autre côté, les besoins en matière d'entretien et de maintenance sont accrus car les composants sont plus sollicités par des phases rapides de chauffe et de refroidissement. Bien que la plupart des chaudières  peuvent réduire, en principe, de 30 % leur puissance nominale, ce n'est dans la réalité souvent pas possible en raison de l'emploi de matières s'écartant du combustible « idéal » ou d'essai. Un réservoir tampon de taille appropriée doit donc être envisagé lorsque la charge de la chaudière tombe en dessous de 50 % de la puissance nominale - en d'autres termes, à moins que la composante en biomasse ne soit purement une charge de base, le système doit inclure un réservoir tampon. Dans tous les cas où le système secondaire ne contient pas suffisamment d'eau pour évacuer en toute sécurité la chaleur résiduelle de la chaudière à biomasse, quelles que soient les conditions de chargement, le système doit inclure un réservoir tampon de taille appropriée. La chaleur résiduelle d'un volume de biomasse varie considérablement selon la conception de la chaudière et de la masse thermique de la chambre de combustion. Les chaudières légères et à réponse rapide ne nécessitent que 10 L/kW, tandis que les unités industrielles à bois humide avec une masse thermique très élevée nécessitent 40 L/kW.

## Types de chauffages à biomasse

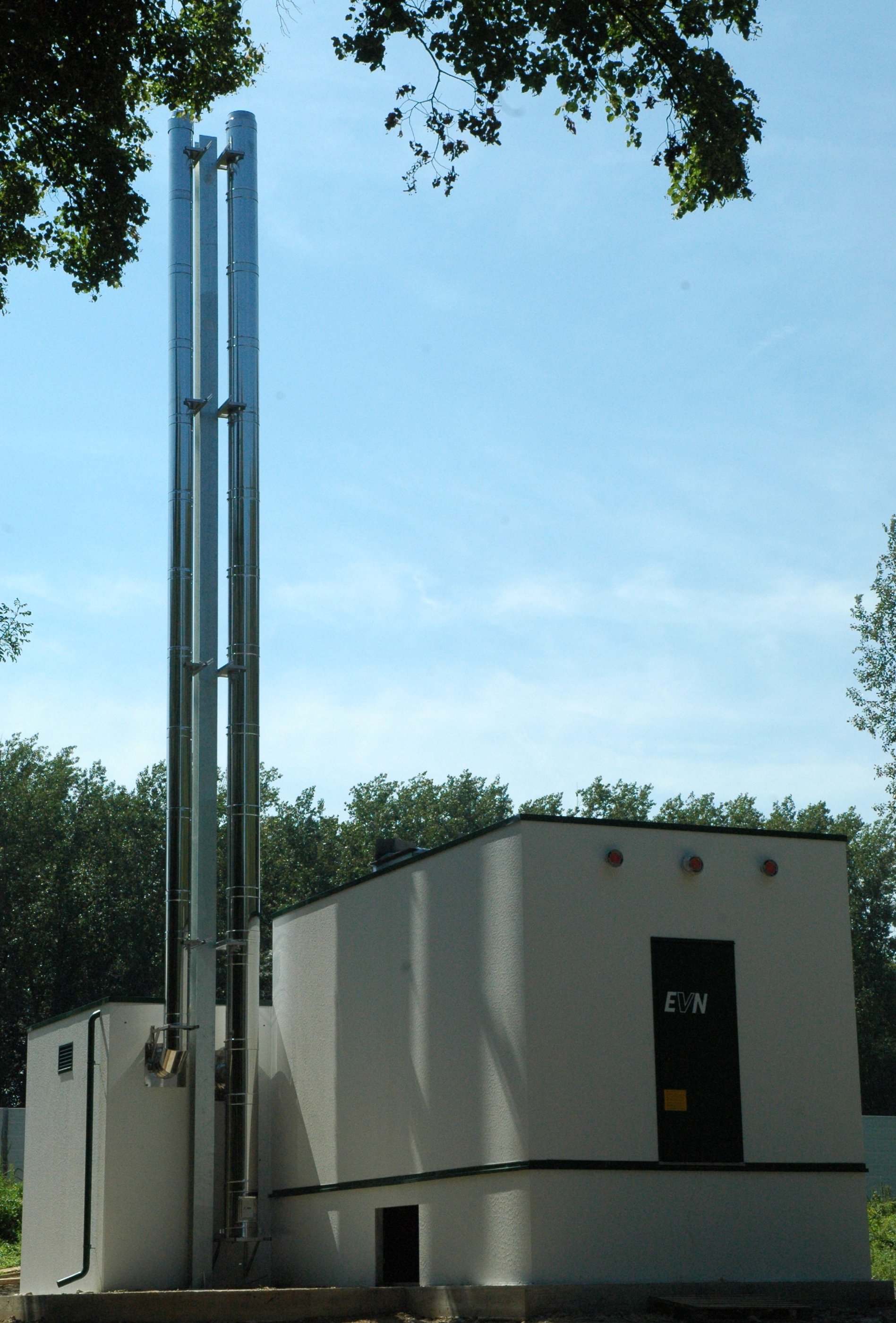
Chaufferie centrale à biomasse en Autriche ; la puissance calorifique est d'environ 1000 kW

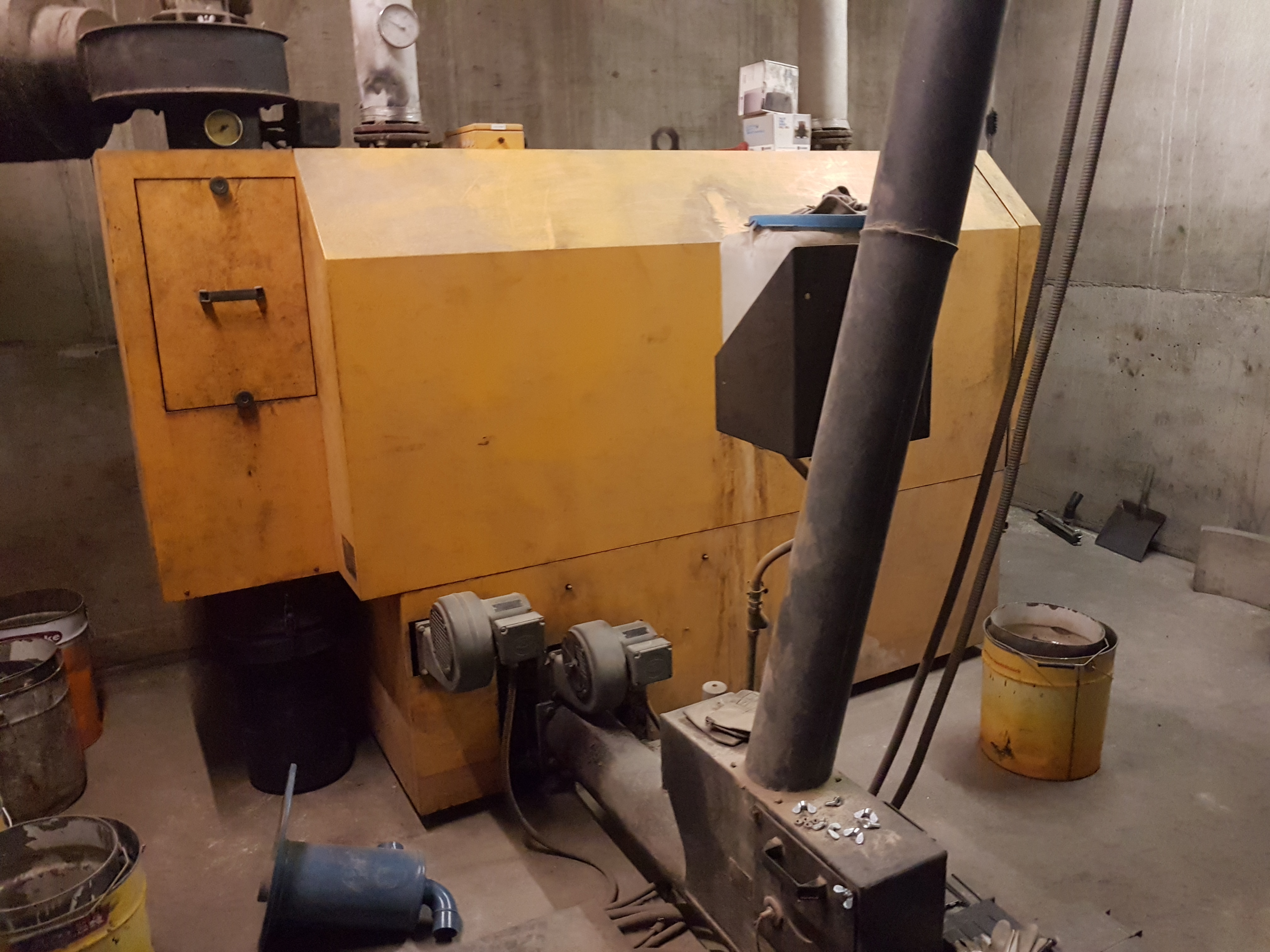
Chauffage à copeaux de bois entièrement automatique de 140 kW en Autriche.

Les systèmes de chauffage à biomasse sont opportuns dans de nombreux types de bâtiments, et tous ont des utilisations différentes. Il existe quatre principaux types chaudière à biomasse : entièrement automatisés, semi-automatisés, à granulés et combinés chaleur et électricité.

### Système entièrement automatisé
Dans les systèmes entièrement automatisés, les déchets de bois déchiquetés ou broyés sont amenés sur place par des camions de livraison et déposés dans un réservoir. Un dispositif de convoyeurs achemine ensuite le bois à la chaudière à un débit maîtrisé et paramétré par des commandes informatiques et un laser en mesurant la charge. Le système s'allume et s'éteint automatiquement pour maintenir la pression et la température dans la chaudière. Les systèmes entièrement automatisés offrent une grande facilité d'utilisation car ils ne nécessitent que l'opérateur du système pour contrôler l'ordinateur, et non le transport du bois, tout en offrant des solutions complètes et rentables aux défis industriels complexes.

### Semi-automatisé ou "surge bin"
Les systèmes semi-automatiques ou « Surge Bin » sont très similaires aux systèmes entièrement automatisés, sauf qu'ils nécessitent plus de personnel pour rester opérationnels. Ils ont des réservoirs de rétention plus petits et des systèmes de convoyage beaucoup plus simples dont le fonctionnement nécessite plus d'action humaine. La différence avec le système entièrement automatisé est l'efficacité du système. La chaleur créée par la chambre de combustion peut être utilisée pour chauffer directement l'air ou pour chauffer l'eau dans la chambre de combustion. Les chaudières à bois sont plus efficaces lorsqu'elles fonctionnent à leur capacité maximale, or la chaleur indispensable la plupart des jours de l'année n'atteint pas ce niveau. Étant donné que le système n'aura besoin de fonctionner à une capacité élevée que quelques jours par an, il est conçu pour répondre aux besoins pendant la majeure partie de l'année afin de maintenir son efficacité élevée.

### À granulés

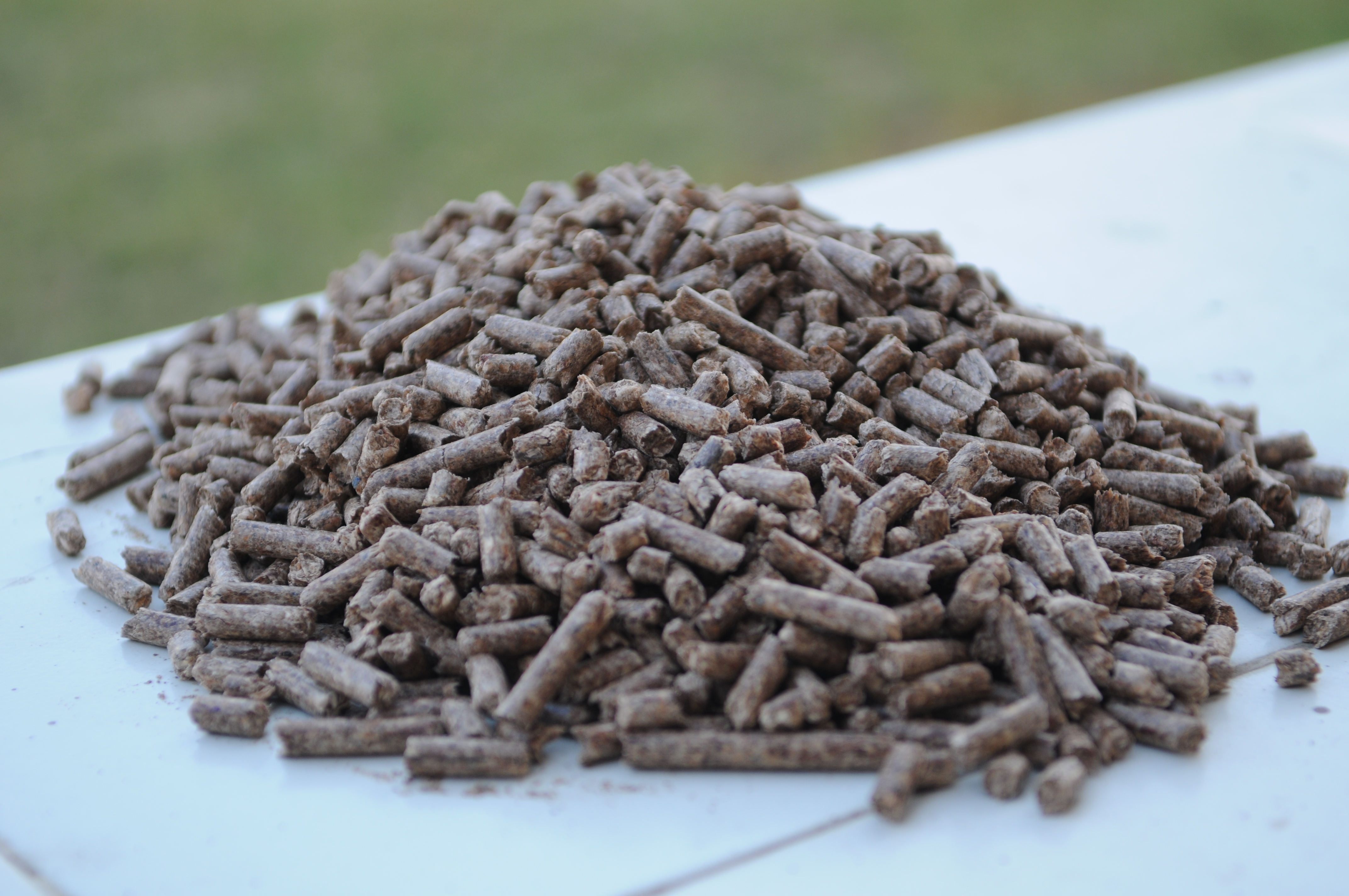
Granulés de bois en Inde. C'est un combustible neutre en carbone et un combustible plus respectueux de l'environnement pour les chaudières et les services publics.

Le troisième type principal de systèmes de chauffage à la biomasse sont les systèmes à granulés. Les granulés de bois ou pellets sont des produits transformés, ce qui les rend plus chers. Toutefois, ils sont beaucoup plus condensés et uniformes, et donc plus efficaces. De plus, il est relativement facile d'alimenter automatiquement les chaudières en granulés. Dans ces systèmes, ils sont stockés dans un réservoir de type silo à grain, où la gravité les achemine vers la chaudière. Ces systèmes sont utilisés dans une grande variété d'installations, mais ils sont plus efficaces et rentables dans les endroits où l'espace pour le stockage et les systèmes de convoyage est limité, et où le lieu de production se trouve à proximité En 2022, les chaudières à granulés ont représenté 90 % des ventes de chaudières au bois en France.

#### Systèmes de granulés agricoles
Les chaudières où les brûleurs capables de consumer des pellets ayant une teneur en cendres plus élevée (pellets de papier, pellets de foin, pellets de paille) forment une sous-catégorie. L'un de ces types est le brûleur à granulés PETROJET avec chambre de combustion cylindrique rotative. En termes de rendement, les chaudières à granulés de ce type peuvent distancer l'efficacité des autres formes d'installations de chauffage à biomasse grâce aux caractéristiques plus stables du combustible. Les chaudières à granulés avancées peuvent même fonctionner en mode condensation et refroidir les gaz de combustion à 30–40 °C, au lieu de 120 °C, avant de les envoyer dans le conduit de fumée.

### Chaleur et électricité combinées
Les systèmes de production combinée de chaleur et d'électricité sont des installations très utiles dans lesquels les déchets de bois, comme les copeaux de bois ou les plaquettes forestières, sont utilisés pour produire de l'électricité, et la chaleur en résultant est un sous-produit rentabilisé du système. Leur coût est très élevé en raison de leur fonctionnement à haute pression, ce qui rend obligatoire d'avoir un opérateur hautement qualifié, et qui augmente le coût de l'opération. De plus, comme tout en produisant de l'électricité, ils émettent de la chaleur qui n'est pas souhaitable pendant certaines parties de l'année et nécessite l'ajout d'une tour de refroidissement augmentant également le coût.
La cogénération est une bonne option dans certaines situations. Les ateliers de fabrication de produits en bois tireraient parti d'un système de production combinée de chaleur et d'électricité car ils disposent d'une grande quantité de déchets de bois et ont besoin à la fois de ces deux formes d'énergie. D'autres endroits où ces systèmes seraient adaptés semblent être les hôpitaux et les prisons, qui ont besoin d'énergie et de chaleur pour l'eau chaude. Ces systèmes sont dimensionnés de manière à produire suffisamment de chaleur pour répondre à la charge thermique moyenne, de sorte qu'aucun chauffage supplémentaire n'est nécessaire et qu'une tour de refroidissement n'est pas indispensable.